# Episodi di Balki e Larry - Due perfetti americani (prima stagione)
La prima stagione della serie televisiva Balki e Larry - Due perfetti americani è stata trasmessa in anteprima negli Stati Uniti d'America dalla ABC tra il 25 marzo 1986 e il 29 aprile 1986.
| nº | Titolo originale           | Titolo italiano | Prima TV USA   | Prima TV Italia |
| -- | -------------------------- | --------------- | -------------- | --------------- |
| 1  | Knock Knock, Who's There?  |                 | 25 marzo 1986  |                 |
| 2  | Picture This               |                 | 1º aprile 1986 |                 |
| 3  | First Date                 |                 | 8 aprile 1986  |                 |
| 4  | Baby, You Can Drive My Car |                 | 15 aprile 1986 |                 |
| 5  | Check This                 |                 | 22 aprile 1986 |                 |
| 6  | Happy Birthday, Baby       |                 | 29 aprile 1986 |                 |